# Alto Arán
Alto Arán (oficialmente en occitano: Naut Aran) es un municipio del Valle de Arán, en la provincia de Lérida, en Cataluña, España. Se formó en 1968 por la fusión de los de Artiés, Salardú, Gesa, Tredós y Bagergue. Es el municipio más extenso de todo el Valle de Arán. La capital es el pueblo de Salardú y comprende nueve entidades municipales: Artíes, Bagerque, Garós, Gesa, Montgarri, Salardú, Tredós, Uña y Baqueira. 
El acceso al municipio desde la cara sur de los Pirineos se realiza mediante la carretera que atraviesa el puerto de Bonaigua. En el municipio de Alto Arán se encuentra la estación de esquí de Baqueira Beret, una de las más extensas de los Pirineos.

## Geografía
Dentro del municipio del Alto Arán en el Pla de Beret se encuentra el nacimiento de los ríos Garona y Noguera Palleresa. 
En el municipio se encuentran los circos glaciares de Colomers y de Saboredo, y en la zona periférica el parque nacional de Aiguas Tortas y Lago de San Mauricio.
Existen gran cantidad de lagos glaciares en el municipio, dentro del mismo, en el valle del río Valarties destacan el lago Mar (47 ha), Rius (13 ha) o el Tort de Rius (40 ha), en el valle del río Aiguamòg el lago Obago (12 ha), Mayor de Colomers (15,4 ha) o Ratera de Colomers (8 ha) y en el valle del río Unhòla el lago de Montoliu.
Entre las montañas más destacadas encontramos al sur del municipio en el límite con la comarca de la Alta Ribagorza al Besiberri Norte (3015 m) o al Pa de Sucre (2863 m), en el límite con el Pallars Sobirá y la Alta Ribagorza al Gran Tuc de Colomers (2933 m), y en el límite con el Pallars Sobirá al Tuc de Ratera (2862 m). Al norte del municipio en el límite con la frontera francesa encontramos al Mauberme (2880 m) y el Tuc d'Òrla (2617 m), dentro del municipio del Alto Arán la montaña más elevada sin frontera es el Montardo (2833 m).

## Geografía humana

### Demografía
Cuenta con una población de 1899 habitantes (INE 2024).
| Gráfica de evolución demográfica de Naut Aran entre 1970 y 2021 |
| |
| Población de derecho según los censos de población del INE Población de hecho según los censos de población del INEEn estos censos se denominaba Alto Arán: 1970 y 1981 Entre el censo de 1970 y el anterior, aparece este municipio porque se fusionan los municipios 25515 (Artiés), 25518 (Bagerque), 25547 (Gessa), 25568 (Salardú) y 25588 (Tredos) |

| 1900 | 1930 | 1950 | 1970 | 1981 | 1986 | 1998 | 2007 | 2017 | 2020 |
| ---- | ---- | ---- | ---- | ---- | ---- | ---- | ---- | ---- | ---- |
| 1169 | 1079 | 1173 | 881  | 1129 | 1146 | 1453 | 1716 | 1781 | 1836 |

| Entidades de población | Habitantes (2020) |
| ---------------------- | ----------------- |
| Artiés                 | 492               |
| Bagerque               | 101               |
| Baqueira               | 175               |
| Garós                  | 136               |
| Gesa                   | 165               |
| Montgarri              | -                 |
| Salardú                | 450               |
| Tredós                 | 176               |
| Uña                    | 136               |

## Monumentos y lugares de interés
- Iglesia de Santa María de Artiés.
- Iglesia de San Andrés de Salardú.